# Paisley
 Denne artikel omhandler Pasiley (by). Opslagsordet har også en anden betydning, se Paisley (mønster).
Paisley er en by i det sydøstlige Skotland, med 77.220(2016) indbyggere, hvilket gør den til Skotlands femtestørste by. Byen er centrum i countyet Renfrewshire, ca. 11 kilometer vest for Glasgow.
55°51′N 4°26′V / 55.850°N 4.433°V
- Wikimedia Commons har flere filer relateret til Paisley